# Castellnovo (kommunhuvudort)
Castellnovo är en kommunhuvudort i Spanien.   Den ligger i provinsen Província de Castelló och regionen Valencia, i den östra delen av landet, 280 km öster om huvudstaden Madrid. Castellnovo ligger 386 meter över havet och antalet invånare är 998.
Terrängen runt Castellnovo är kuperad. Runt Castellnovo är det glesbefolkat, med 15 invånare per kvadratkilometer. Närmaste större samhälle är Onda, 19,5 km nordost om Castellnovo. 